# Dicaeum anthonyi
A Dicaeum anthonyi a madarak osztályának verébalakúak (Passeriformes) rendjébe és a virágjárófélék (Dicaeidae) családjába tartozó faj.

## Rendszerezése
A fajt Richard Crittenden McGregor írta le 1914-ben, a Prionochilus nembe Prionochilus anthonyi néven.

## Alfajai
- Dicaeum anthonyi anthonyi (McGregor, 1914)
- Dicaeum anthonyi kampalili Manuel & Gilliard, 1953
- Dicaeum Dicaeum anthonyi masawan Rand & Rabor, 1957[2]

## Előfordulása
A Fülöp-szigetek területén honos. Természetes élőhelyei a szubtrópusi és trópusi síkvidéki és hegyi esőerdők. Állandó, nem vonuló faj.

## Megjelenése
Testhossza 9 centiméter.

## Életmódja
Valószínűleg gyümölcsökkel, nektárral és pollennel táplálkozik.

## Természetvédelmi helyzete
Az elterjedési területe kicsi és csökken, egyedszáma is folyamatosan csökken. A Természetvédelmi Világszövetség Vörös listáján mérsékelten fenyegetett fajként szerepel.